# Industrial Light & Magic
Industrial Light & Magic (ILM) és una empresa dedicada a produir efectes visuals i gràfics generats per ordinador per a pel·lícules. Va ser fundada per George Lucas el maig de 1975, passant a ser propietat de la productora Lucasfilm Ltd, fundada i dirigida pel mateix George Lucas. Lucas va crear l'empresa quan va tancar el departament d'efectes especials de la 20th Century Fox, just després d'haver obtingut llum verda per a la producció de La guerra de les galàxies. L'estudi va ser originalment establert a Van Nuys, Califòrnia i posteriorment traslladat a San Rafael. Actualment està establert en el Letterman Digital Arts Center, situat en el Presidi de San Francisco a Califòrnia. ILM continua usant part de l'edifici de San Rafael (construït el 1991 específicament per a la ILM) per a la seva botiga de models. Des de finals dels vuitanta va fer aparició en escena l'Adobe Photoshop, aquest programari ha estat primordial per a l'activitat de la companyia.

## Història
Aquesta empresa va sorgir del desig de Lucas d'incloure efectes visuals mai vists anteriorment en la seva pel·lícula Star Wars episodi IV: Una nova esperança.
Per a dur a terme aquesta tasca primer va recórrer a Douglas Trumbull, famós per 2001: Una odissea a l'espai. Aquest va rebutjar el lloc, però va recomanar per al lloc a John Dykstra, el seu assistent. Dykstra va reunir a un petit grup d'estudiants universitaris, artistes i enginyers, que van convertir el departament d'Efectes Visuals en Una Nova Esperança. Dirigint la companyia al costat de Dykstra es trobaven Dennis Muren, Richard Edlund, Joe Johnston i Phil Tippett.
Durant la producció de Star Wars episodi V: L'Imperi contraataca, Lucas va reformar la major part de l'equip en Industrial Light and Magic al Marin County, Califòrnia. Des de llavors, han generat efectes especials i visuals per a més de dues-centes pel·lícules, entre les quals s'inclouen totes les d'Indiana Jones, Harry Potter, Parc Juràssic, Retorn al futur, Star Trek i fins i tot per a pel·lícules l'ús de les quals d'efectes especials és molt menys intensiu, tals com La llista de Schindler, Magnolia i molts dels films de Woody Allen. També col·laboren assíduament amb Steven Spielberg amb Dennis Muren com Supervisor d'Efectes Visuals.
La ILM va començar a usar gràfics generats per ordinador quan van contractar a Edwin Catmull en 1979, procedent del NYIT. John Lasseter va treballar per a la ILM a principis dels vuitanta com animador. El departament d'informàtica gràfica, actualment conegut com Pixar es va vendre a Steve Jobs, que li va encarregar la creació del primer llargmetratge generat totalment per ordinador (Toy Story).
A part de la seva participació en films de ciència-ficció, és remarcable la seva feina a l'hora de manipular documents històrics reals. Per exemple, en la pel·lícula Forrest Gump (1994), aconsegueix inserir a l'actor Tom Hanks en unes imatges d'arxius reals on apareixia junt a JFK.
Fins a 2007, ILM havia rebut 16 Oscars als millors efectes especials i més de 20 nominacions, així com 22 Oscars més en altres categories tècniques.

## Treballs i innovacions
- 1977: Ressusciten l'ús de VistaVision; primer ús d'una càmera motion control (Star Wars episodi IV: Una nova esperança)
- 1982: Primera seqüència generada totalment amb ordinador (la seqüència Genesis en Star Trek 2: La còlera del Khan)
- 1985: Primer personatge completament generat per ordinador, el "cavaller de la vidriera" en El Jove Sherlock Holmes
- 1988: El primer morphing en Willow
- 1989: Primer personatge generat amb gràfics en 3D, el seudòpode en The Abyss
- 1991: Primer personatge principal generat parcialment per ordinador, el T-1000 de Terminator 2
- 1992: Primera vegada que la teixidura de la pell humana va ser generada per ordinador, en Death Becomes Her
- 1993: Primera vegada que la tecnologia digital es va usar per a crear éssers vius complets i altament detallats, els dinosaures de Parc Juràssic, que a més va ser guardonat amb el tretzè oscar per a ILM.
- 1994: Efectes de dibuix animat de La Màscara
- 1999: Primer personatge principal completament generat per ordinador, Jar Jar Binks en Star Wars Episode I: The Phantom Menace
- 2002: Primer film reeixit, gravat i exhibit íntegrament en format d'alta definició digital, en Star Wars episodi II: L'atac dels clons.
- 2005: Personatge creat 100% digital, el General Grievous en Star Wars episodi III: La venjança dels Sith.

## Filmografia selecta de ILM
| Any  | Pel·lícules destacables |
| ---- | --- |
| 1971 | THX 1138 |
| 1977 | Star Wars episodi IV: Una nova esperança |
| 1980 | Star Wars episodi V: L'Imperi contraataca |
| 1981 | En busca de l'arca perduda Dragonslayer (primera producció que no era de Lucasfilm) |
| 1982 | Poltergeist Star Trek 2: La còlera del Khan E.T. l'extraterrestre The Dark Crystal |
| 1983 | Star Wars episodi VI: El retorn del jedi Twice Upon a Time |
| 1984 | Indiana Jones i el temple maleït Els caçafantasmes Star Trek 3: A la recerca de Spock The NeverEnding Story Caravan of Courage: An Ewok Adventure (TV)                                                                                    |
| 1985 | Starman Els Goonies Cocoon Retorn al futur Exploradors Amazing Stories (TV) (1985-87) Mishima: A Life in Four Chapters Ewoks: The Battle for Endor (TV) El jove Sherlock Holmes Memòries d'Àfrica Enemic meu                              |
| 1986 | The Money Pit Laberint Howard the Duck Captain EO (pel·lícula per un parc temàtic de Disney) Star Trek 4: Missió salvar la Terra The Golden Child                                                                                         |
| 1987 | Harry and the Hendersons Star Tours (Disney theme park film) Innerspace Star Trek: La nova generació - Encounter at Farpoint (Two-hour pilot, stock footage used throughout series) (TV) L'imperi del Sol Els nostres meravellosos aliats |
| 1988 | Willow Qui ha enredat en Roger Rabbit? Cocoon: The Return Tucker: l'home i el seu somni |
| 1989 | Indiana Jones i l'última croada Caçafantasmes 2 The Abyss Body Wars (Disney theme park film) Per sempre Retorn al futur 2 |
| 1990 | Retorn al futur 3 Ghost |
| 1991 | Terminator 2: El judici final Backdraft Star Trek: The Undiscovered Country Hook |
| 1992 | The Young Indiana Jones Chronicles (TV) (1992-93) La mort us sent tan bé |
| 1993 | Parc Juràssic Fire in the Sky La llista de Schindler |
| 1994 | Star Trek: La nova generació - All Good Things... (final episode) (TV) Els Picapedra Forrest Gump La màscara Radioland Murders Star Trek: Generations                                                                                     |
| 1995 | Congo Casper Michael & Mickey (Disney theme park film) Jumanji |
| 1996 | Twister Dragonheart Star Trek: First Contact |
| 1997 | El món perdut: Parc Juràssic II Homes de Negre Contact Amistad Titanic |
| 1998 | Deep Impact Salvem el soldat Ryan Small Soldiers |
| 1999 | The Mummy Star Wars Episode I: The Phantom Menace Galaxy Quest La milla verda |
| 2000 | La tempesta perfecta Space Cowboys |
| 2001 | The Mummy Returns A.I. Artificial Intelligence Parc Juràssic III Harry Potter i la pedra filosofal Pearl Harbor |
| 2002 | Star Wars episodi II: L'atac dels clons Minority Report Homes de Negre 2 Harry Potter i la cambra secreta La màquina del temps |
| 2003 | Pirates del Carib: La Maledicció de la Perla Negra Hulk Terminator 3: La rebel·lió de les màquines |
| 2004 | Harry Potter i el pres d'Azkaban Sky Captain i el món del demà El dia de demà |
| 2005 | Star Wars episodi III: La venjança dels Sith La guerra dels mons Jarhead Chicken Little Harry Potter i el calze de foc Rent Les cròniques de Nàrnia: el lleó, la bruixa i l'armari                                                        |
| 2006 | Pirates del Carib: El cofre de l'home mort Lady in the Water Malson abans de Nadal 3-D Eragon |
| 2007 | Pirates del Carib: En el final del món Segueixo com Déu Transformers Harry Potter i l'orde del Fènix |
| 2008 | Les cròniques de Spiderwick Iron Man Speed Racer Indiana Jones i el Regne de la Calavera de Cristall WALL·E (efectes visuals sobre la imatge real que apareix a la pel·lícula)                                                            |

## Pel·lícules recents
ILM ha treballat en dues pel·lícules importants de 2005: Star Wars episodi III: La venjança dels Sith, de George Lucas i La guerra dels mons, de Steven Spielberg. La primera té més de 2.000 efectes visuals creats durant tres anys. La segona va ser completada en molt menys temps, amb Dennis Muren supervisant la realització.
També han creat les criatures de Les Cròniques de Nàrnia: El Lleó, la Bruixa i l'Armari; els efectes per a Posidó, el remake de L'aventura del Posidó (1972); la majoria dels efectes "invisibles" de Mission Impossible III, Eight Below, La Dama en l'Aigua, de la versió de cinema d’Eragon i la pel·lícula basada en una coneguda sèrie de dibuixos animatsTransformers. També han realitzat els efectes visuals i l'animació de Pirates of the Caribbean: Dead Man's Chest, per la qual va rebre de nou el premi de l'Acadèmia el 2007. En el 2008 van participar en els efectes especials d'Iron Man i Meteor.
Després de la compra de LucasFilms per part de The Walt Disney Company, ILM va passar a ser propietat de la multinacional. Com a conseqüència, l'empresa d'efectes especials va tenir un paper important en els films de Marvel Studios (una productora pertanyent a Disney). En la pel·lícula The Avengers van encarregar-se de crear al personatge del Hulk (l'alter ego del personatge interpretat per Mark Ruffalo), la qual el van dissenyar a través de iMocap 2.0.
En el 2016 van "ressuscitar" a l'actor Peter Cushing en el film spin-off Rogue One: A Star Wars Story, a més de recrear el rostre d'una jove Carrie Fisher interpretant el seu paper com a Leia gràcies a la tecnologia CGI. Posteriorment van utilitzar la mateixa tècnica per rejovenir tant al Mark Hamill com a la seva difunta companya Carrie Fisher a l'últim llargmetratge de la saga Star Wars: L'ascens de Skywalker.